# Piet Retief (Südafrika)
Piet Retief (eMkhondo) ist eine Stadt in der südafrikanischen Provinz Mpumalanga. Sie ist Verwaltungssitz der Gemeinde Mkhondo im Distrikt Gert Sibande. 2011 hatte die Stadt 57.428 Einwohner.

## Lage
Piet Retief liegt an der Eisenbahnstrecke von Ermelo nach KwaZulu-Natal und ist über die Nationalstraße N2 erreichbar. Nach Westen, Süden und Osten führen Regionalstraßen. Rund zwölf Kilometer östlich der Stadt liegt die Grenze zu Eswatini. Drei Straßen führen von Piet Retief dorthin. In der Nähe der Stadt gibt es einen Regionalflughafen.
Die umliegende Region wird als Eastern Highveld bezeichnet.

## Geschichte
Die Stadt wurde 1882 gegründet und nach dem Voortrekkerführer Piet Retief benannt. Von 1886 bis 1891 war der Ort Hauptstadt der kleinen Burenrepublik Klein Vrystaat. Im Zweiten Burenkrieg wurde die Stadt fast vollständig zerstört. Die Stadt hatte lange Zeit durch Einwanderer der Hermannsburger Mission eine große deutschsprachige Minderheit. In Piet Retief gab es die einzige dreisprachige Zeitung Südafrikas, auf Afrikaans, Deutsch und Englisch.

## Wirtschaft und Infrastruktur
Haupterwerbszweig ist die Holzgewinnung und dessen Verarbeitung zu Papier.

## Söhne und Töchter der Stadt
- Jack Diamond (geboren 1932), Architekt
- Sandra Laing (geboren 1955), Tochter burischer Eltern mit „nicht-weißem“ Erscheinungsbild
- Pretty Yende (geboren 1985), Opernsängerin
- Sunnyboy Dladla, Opernsänger